# Kourassaari
Kourassaari är en ö i Finland. Den ligger i sjön Rautajärvi och i kommunen Pälkäne i den ekonomiska regionen Tammerfors och landskapet Birkaland, i den södra delen av landet, 140 km norr om huvudstaden Helsingfors. Öns area är 7,7 hektar och dess största längd är 490 meter i sydöst-nordvästlig riktning.